# Parc Bagatelle
Koordinaten: 50° 25′ 48″ N, 1° 36′ 18″ O
Parc Bagatelle ist ein saisonaler Freizeit- und Vergnügungspark, der sich seit 1955 in Merlimont im Norden Frankreichs befindet.

## Geschichte
Der Parc Bagatelle ist der älteste Vergnügungspark in Frankreich. Die Geschichte des Parks beginnt kurz nach dem Ende des Zweiten Weltkrieges, als eine 26 Hektar große Fläche zwischen den Ortschaften Le Touquet und Berck von dem Ehepaar Parent erworben wurde, weil der Mann auf dieser Fläche sein Hobby nachgehen wollte und Wasservögel beobachten wollte. Später kamen dann ein Gästehaus und eine Minigolfanlage für Kinder hinzu. In den 1970er Jahren entstand ein weiterer Bereich mit Tieren und mit der Zeit entwickelte sich ein florierender Vergnügungspark. Der Parc Bagatelle.
Im Juni 2000 wurde der Park von der Freizeitpark-Kette Grévin France SA übernommen. Am Ende der Saison gab der Park bekannt, dass der Park in dieser Saison von rund 400.000 Besuchern besucht wurde. In den darauffolgenden zehn Jahren waren die Besucherzahlen stark eingebrochen. Fünf Jahre später konnte der Park nur noch 311.000 Gäste im Jahr verzeichnen und 2010 waren es noch nur 275.000 Besucher gewesen. Am 15. Dezember 2010 gab die Compagnie des Alpes den Verkauf des Parks, zusammen mit sechs weiteren Parks an die französische Freizeitpark-Kette Looping Group bekannt, die seit Januar 2011 den Park betreibt. Die Freizeitpark-Kette Looping Group hatte ihren Hauptsitz von 2011 bis 2016 direkt am Parc Bagatelle gehabt. Seit 2017 befindet er sich am Grand Aquarium in Saint-Malo. In der Saison 2015 feierte der Parc Bagatelle seinen 60. Geburtstag. In dieser Jubiläumssaison besuchten 309.800 Besucher den Park, was 12 % mehr als 2014 ist und das beste Ergebnis in den letzten zehn Jahren war. Der Freizeitpark besteht aus drei Themenbereiche, in denen über 40 Attraktionen zu finden sind. Geleitet wird der Park derzeit von François-Jérôme Parent, den Enkel des Parkgründer, der den Park bereits zwischen 1989 und 2000 geführt hat.

## Themenbereiche
- Baggy Land: besteht aus 10 Attraktionen, die speziell für Kinder und Kleinkinder geeignet sind.[5]
- Baggy Family: besteht aus 23 Attraktionen, die für jede Altersklasse geeignet und familientauglich sind.[6]
- Baggy Fun: besteht aus 9 Attraktionen, die besonders rasant und actionreich sind.[7]

## Attraktionen

### Achterbahnen
| Name            | Typ               | Hersteller     | Eröffnet |
| --------------- | ----------------- | -------------- | -------- |
| Famous Jack     | Spinning Coaster  | Reverchon      | 2006     |
| Gaz Express     | Minenachterbahn   | Soquet         | 1987     |
| Kid’z Coaster   | Big Apple Coaster | SBF Visa Group | 2015     |
| Spirale Express | Family Coaster    | Soquet         | 1996     |
| Triops          | Inverted Coaster  | Vekoma         | 2012     |

### Wasserattraktionen
| Name           | Typ                  | Hersteller     | Eröffnet |
| -------------- | -------------------- | -------------- | -------- |
| Aqua-Boom      | Bumper-Boote         | J&J Amusements | 2013     |
| Flamingos      | Wasser-Tretboote     | Adventureglass | 1967     |
| Le Raft        | Rapid River          | Hafema         | 2001     |
| Rapido         | Wasserrutsche        | Van Egdom      | 1991     |
| River Splatch  | Wildwasserbahn       | Reverchon      | 1976     |
| Splash Factory | Kinderwildwasserbahn | L&T Systems    | 2000     |

### Weitere Attraktionen
| Name                 | Typ                   | Hersteller        | Eröffnet |
| -------------------- | --------------------- | ----------------- | -------- |
| Bag Pearl            | Schiffschaukel        | S.D.C.            | 1993     |
| Bag’a’Bato           | Berg- und Talbahn     | Mack Rides        | 1990     |
| Baron Rouge          | Kinderflugkarussell   | Zamperla Rides    | 1999     |
| Captain Baggy        | Kinder-Schiffschaukel | SBF Visa Group    | 2013     |
| Carrousel            | Nostalgiekarussell    |                   | 1956     |
| Cine 3D Dynamik      | 3D-Kino               | Thompson          | 2010     |
| Diligence            | Crazy Bus             | Zamperla Rides    | 1999     |
| Fous du volant       | Bugatti-Rundkurs      |                   | 2019     |
| Grand Prix           | Auto-Rundkurs         | Mack Rides        | 1995     |
| Grande Roue          | Riesenrad             | Miller            | 1968     |
| Mini Golf            | Mini Golf             | Eigenbau          | 1955     |
| Monorail             | Einschienenbahn       | Soquet            | 1983     |
| O'Galop              | Pferdereitbahn        | Metallbau Emmeln  | 1996     |
| Parcours Aventure    | Abenteuerpfad         | Europlay          | 2014     |
| Petit train de Baggy | Panoramazug           | Soquet            | 1956     |
| Petite Roue          | Kinder-Riesenrad      | SBF Visa Group    | 2013     |
| Petits Cochons       | Kinder-Eisenbahn      | Marcel Lutz       | 1985     |
| Piscines à Boules    | Kugelbad              |                   | 2000     |
| Silver Wings         | Air Race              | Zamperla Rides    | 2017     |
| Tacots 1900          | Oldtimer-Rundkurs     | Soquet            | 1988     |
| Tortillard           | Kinder-Eisenbahn      | Zamperla Rides    | 1999     |
| Tournicoti           | Kaffeetassenfahrt     | Zamperla Rides    | 1999     |
| Trafic Jam           | Autoscooter           | Reverchon         | 1970     |
| Turtles              | Jump Around           | Zamperla Rides    | 2001     |
| Twist’Air            | Kettenkarussell       | Lamborghini Rides | 2015     |
| Vélos Excentriques   | Fahrrad Parkour       | Metallbau Emmeln  | 2011     |

## Galerie

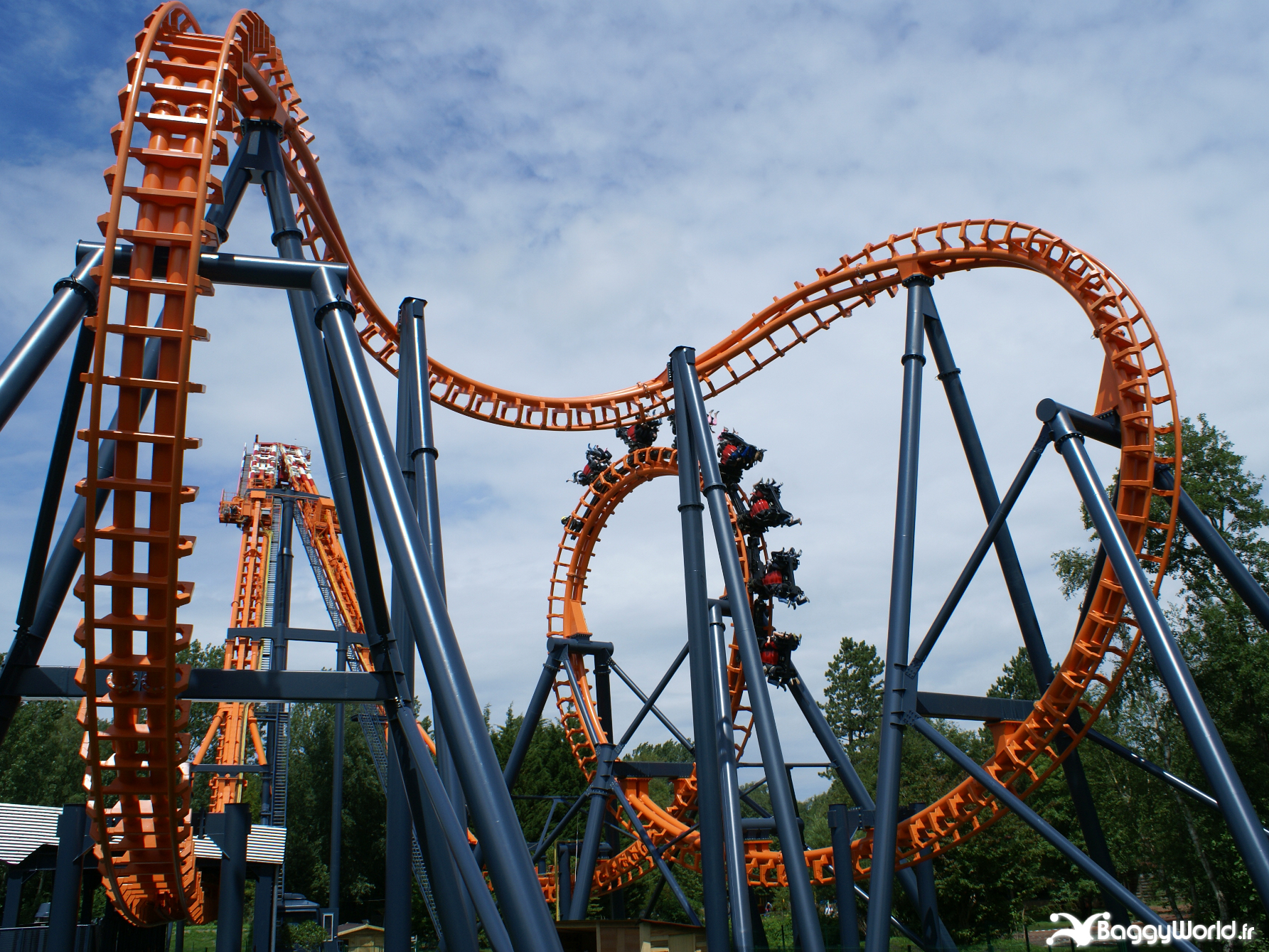
Triops
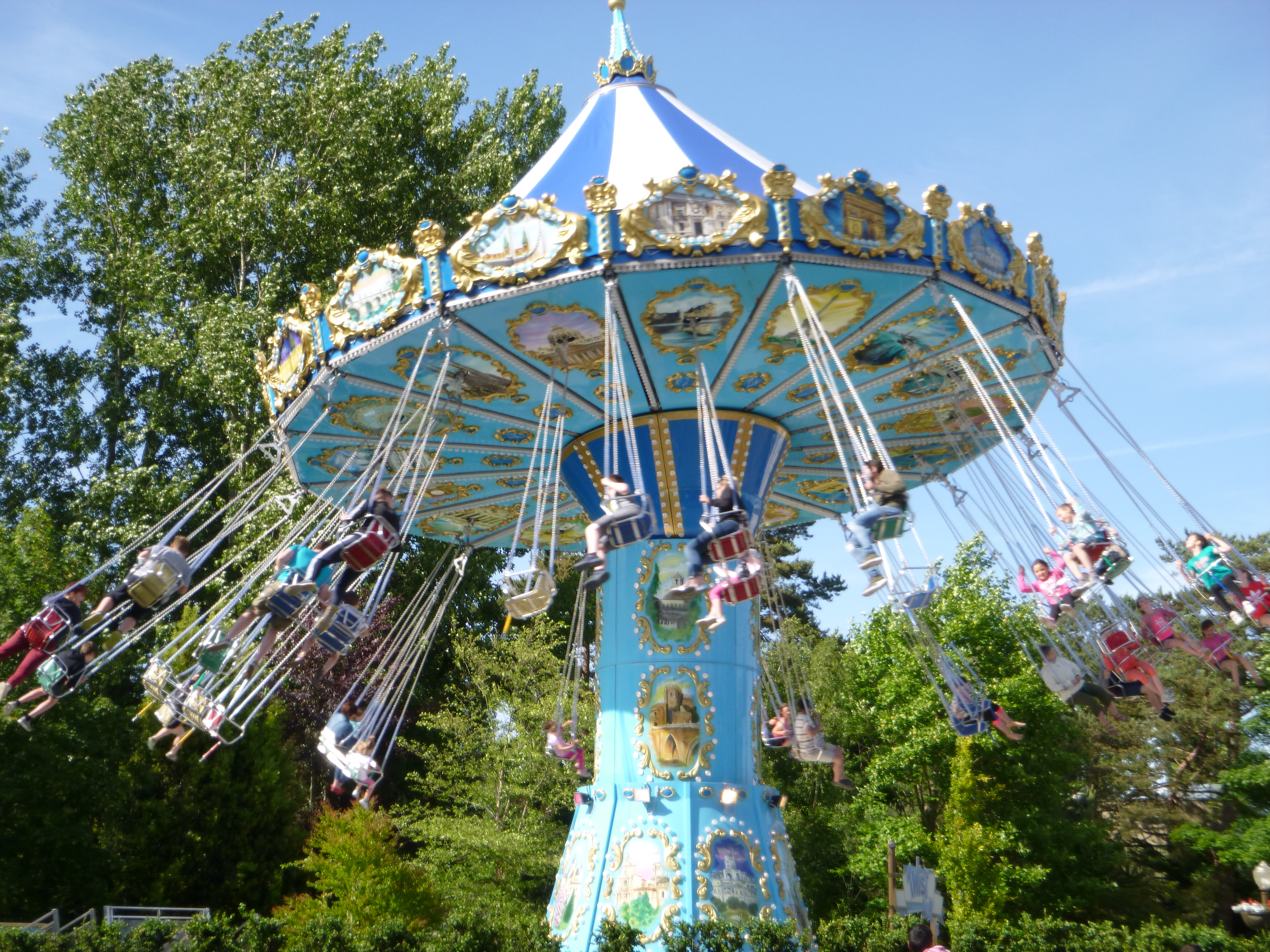
Twist’Air
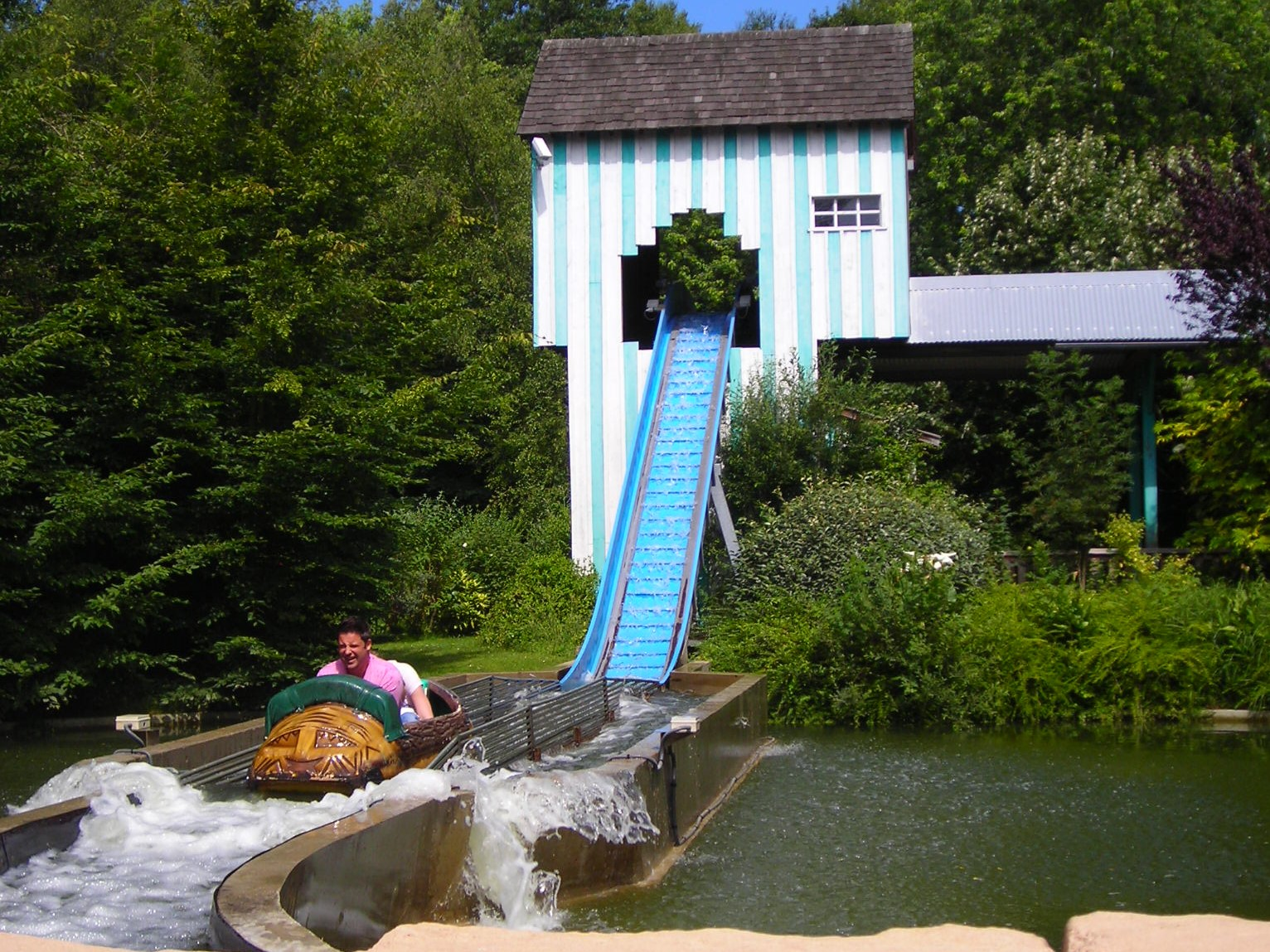
Splash Factory
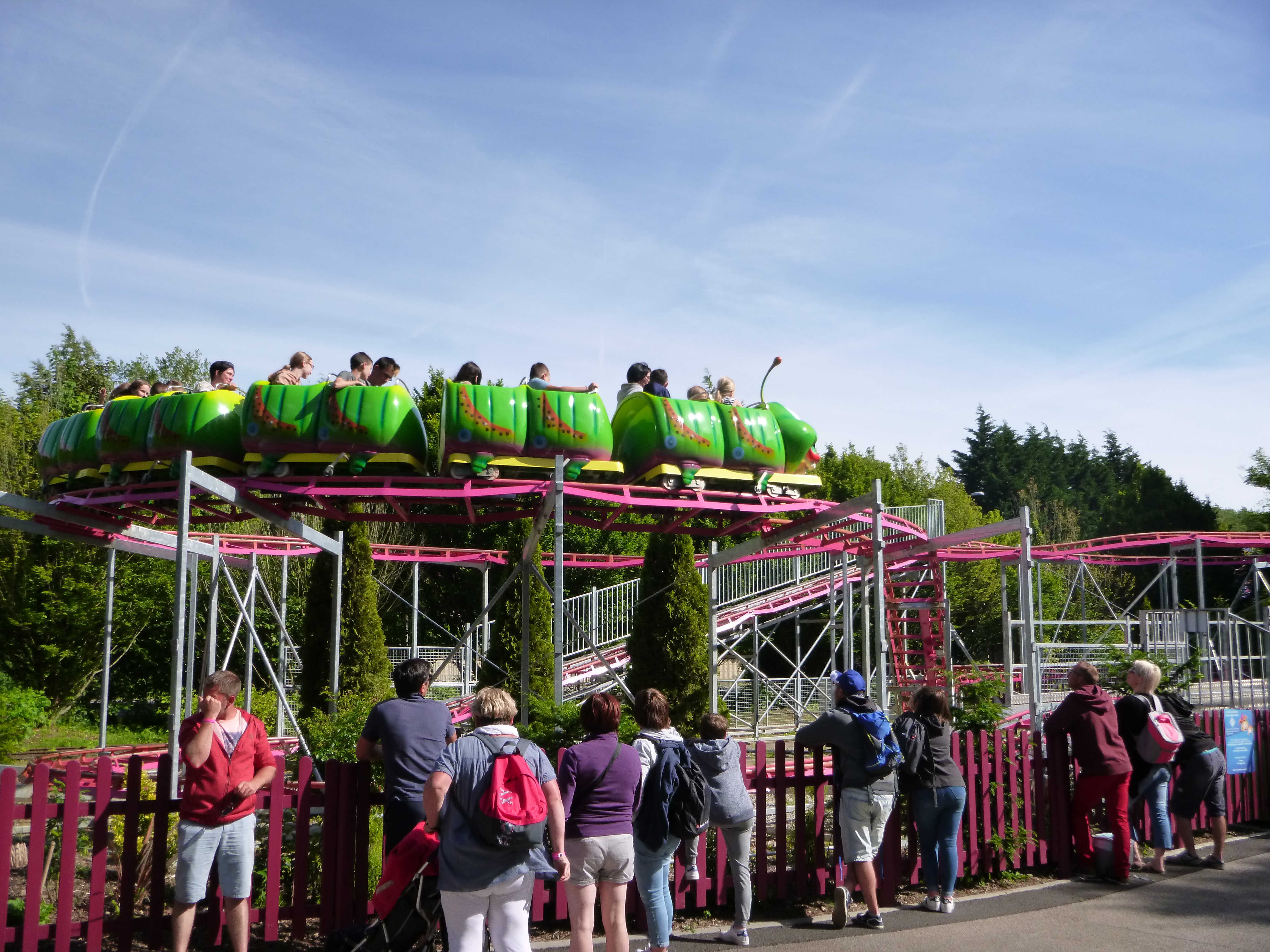
Kid’z Coaster
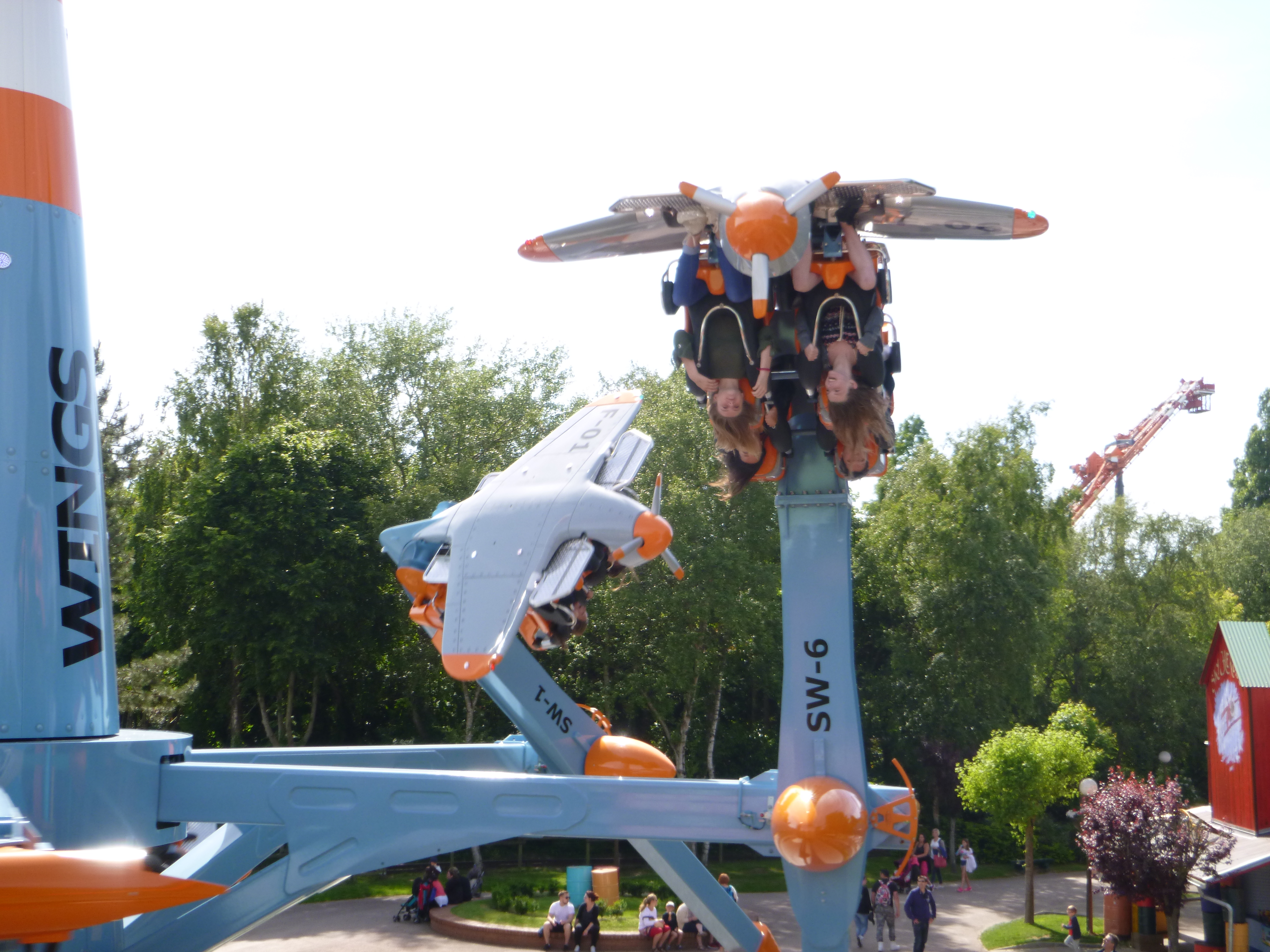
Silver Wings
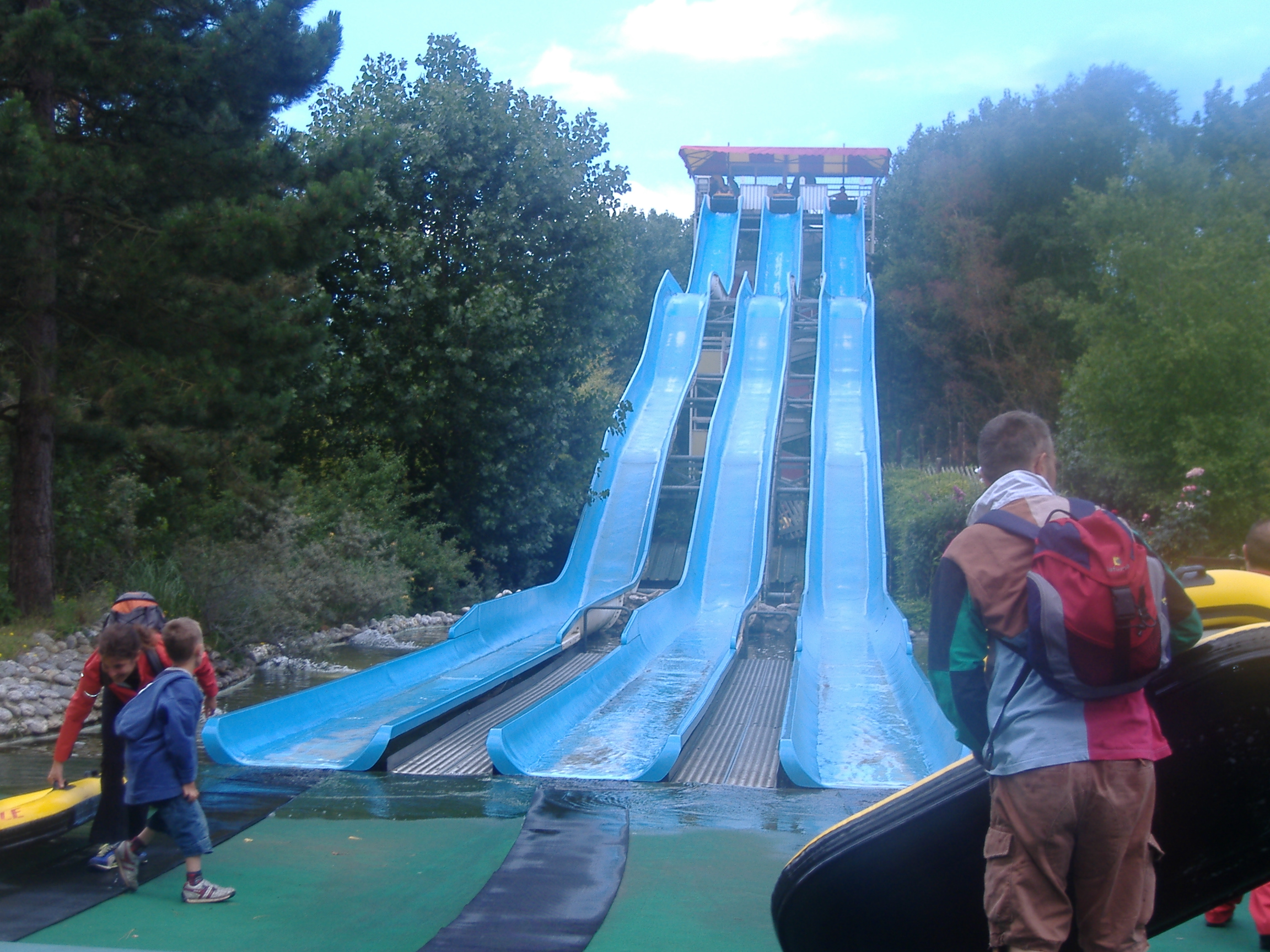
Rapido
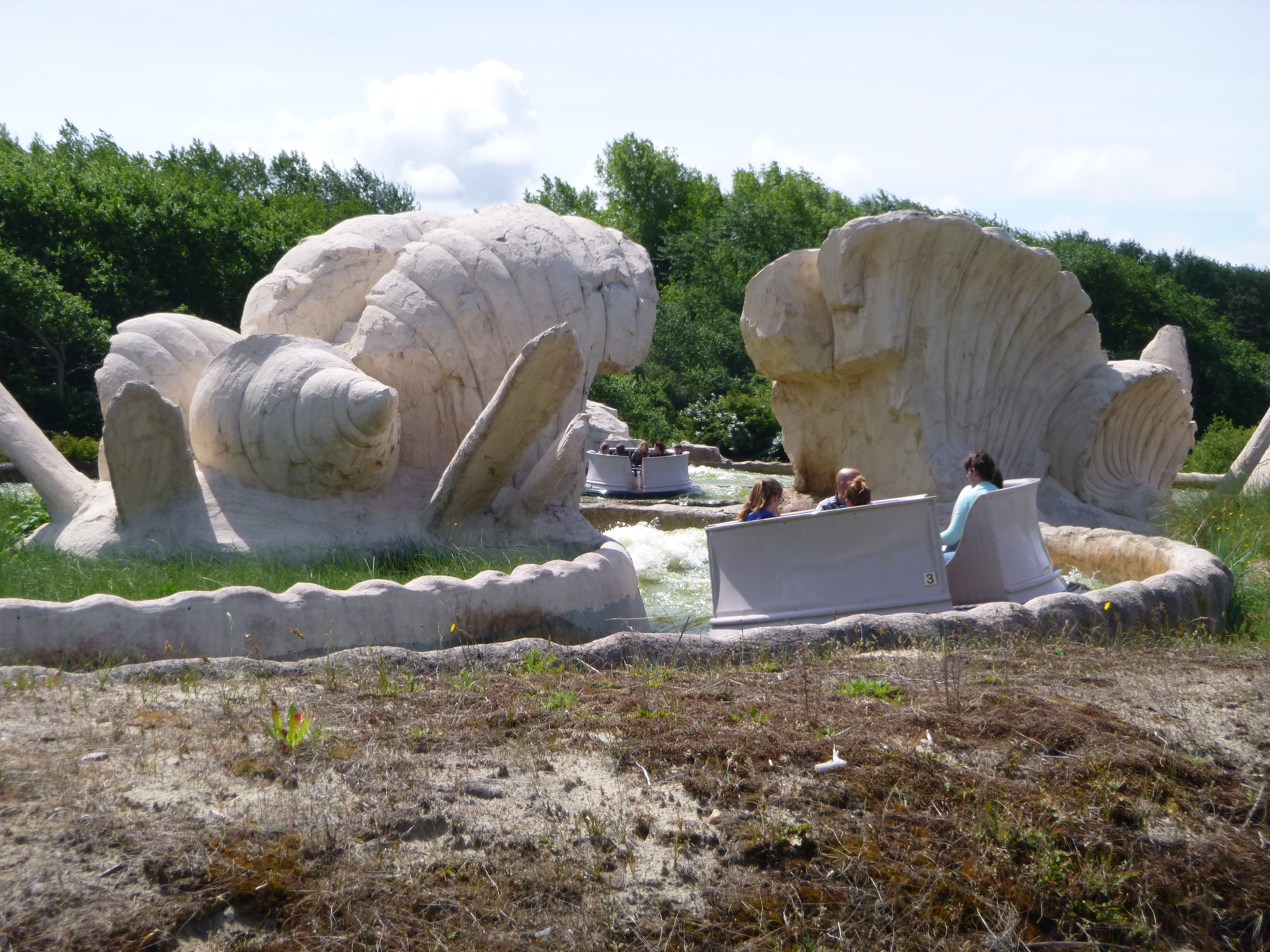
Le Raft
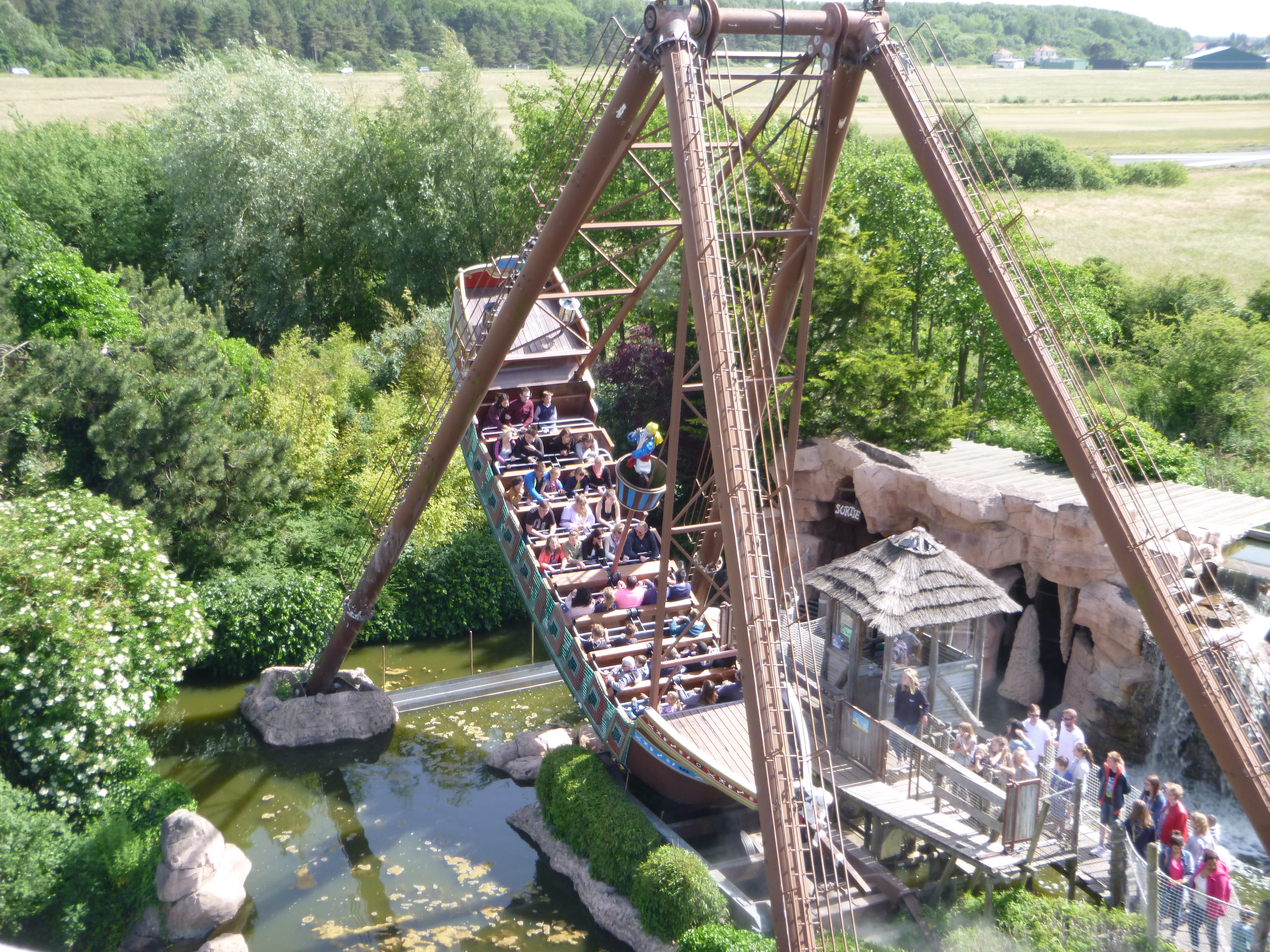
Bag Pearl